# The Ghoul (1933)
The Ghoul ist ein britischer Horrorfilm aus dem Jahre 1933 mit dem Genrestar Boris Karloff in der Hauptrolle. Der Geschichte lag der gleichnamige, 1928 erschienene Roman von Frank King zugrunde.

## Handlung
Der englische Ägyptologe Henry Morlant hat einen Juwel mit dem Namen „Das ewige Licht“ gekauft. Er glaubt, dass der Totengott Anubis im Angesicht des Steines die Rückkehr ins irdische Dasein ermöglichen würde. Daher will er sich mit dem Diamanten begraben lassen. Er weiß allerdings nicht, dass dieser aus einem altägyptischen Grab gestohlen wurde. Ein arabischer Patriot namens Aga Ben Dragore will das Juwel in sein Land zurückbringen. Er macht den Dieb in England ausfindig, der ihm gesteht, dass er den Diamanten für viel Geld an Professor Morlant verkauft hatte. 
Professor Morlant stirbt an einer ihn zuvor schrecklich entstellenden Krankheit. Er hat seinem Diener aufgetragen, seine Leiche keinesfalls ohne das Juwel in seiner Hand beerdigen zu lassen, andernfalls würde er sich aus dem Grab heraus an ihm rächen. Morlant wird seinen Wünschen entsprechend in einem Grabmal bestattet, das dem altägyptischen Stil nachempfunden wurde. Noch bevor sich der Sarkophag schließt, stiehlt der Diener das Juwel aus Morlants Hand. Aber auch ohne Diamant in der Hand steigt der grässlich aussehende Professor als eine Art Ghul aus seinem Grabmal auf, um Rache an dem Grabräuber zu nehmen und sich den Edelstein wiederzuholen. Der Diener hat den Diamanten zunächst in einer Kaffeedose versteckt, dann in einem Koffer der anreisenden Erbin, und so wandert der Stein in der Folgezeit von Hand zu Hand. 
Später kehrt Morlant mit dem Diamanten in seine Gruft zurück, betet zur Gottheit Anubis und legt der Statue den Stein in die Hand. Der Legende nach wird ihm ewiges Leben zuteil, wenn die Statue ihre Hand schließt. Als dieses tatsächlich eintritt, stirbt Morlant mit dem Schrei auf dem Lippen: „Frei!“. Allerdings war es nicht die Statue, die den Diamanten in ihre Hand gelegt bekam, sondern Nigel Hartley, ein sich als Vikar ausgebender Bösewicht. Die beiden Erben des Professors sind ihm bis in das Grabmal gefolgt, wo sie sich einen Kampf mit dem Räuber liefern, in dessen Verlauf die Gruft aus Versehen in Brand gesetzt wird. Es gelingt ihnen aber zu entkommen. Währenddessen hat Dragore den Diamanten an sich gebracht, läuft aber der Polizei in die Arme. Bei der Polizei ist nun auch der frühere Arzt von Professor Morlant, der feststellt, dass der Ägyptologe nicht gestorben war, sondern einen kataleptischen Anfall erlitten hatte, der ihn vorübergehend in eine totenähnliche Starre versetzte.

## Produktionsnotizen
The Ghoul entstand im Frühjahr 1933 in den Lime Grove Studios, Shepherd’s Bush (London) und wurde im August 1933 uraufgeführt. Eine deutsche Aufführung hat es bislang weder im Kino noch im Fernsehen gegeben.
Die Filmbauten entwarf Alfred Junge. Für die Masken und das Makeup zeichnete der Deutsche Heinrich Heitfeld (1892–1942), der zuvor beim deutschen Film tätig gewesen war und 1933 vor den Nazis fliehen musste, verantwortlich. Dies war Heitfelds erste Arbeit im Exil.
Ralph Richardson, später einer der Säulen des britischen Theaters, gab hier mit einer veritablen Schurkenrolle als falscher Vikar sein Filmdebüt.
Hauptdarsteller Boris Karloff hatte mit Die Mumie im Jahr zuvor in Hollywood bereits einen Horrorfilm mit „ägyptischem“ Hintergrund gedreht.

## Wissenswertes
Der Film galt jahrzehntelang als verschollen, eine unvollständige Kopie wurde 1969 in einem tschechoslowakischen Filmarchiv wiederentdeckt. 2003 erschien The Ghoul digital restauriert auf der Grundlage des zuvor im British Film Institute gefundenen Originals auf DVD.
Der Film wurde 1961 als Komödie Leiche auf Urlaub (What a Carve Up!) neuverfilmt.

## Kritiken
Der Movie & Video Guide meinte: „Kommt langsam in die Gänge bis Karloffs Wiederauferstehung, dann aber geht’s richtig ab“.
Halliwell’s Film Guide fand: „Faszinierendes, kleines Horrorstück, das einen an The Old Dark House erinnert, mit reichlich effektiven Momenten und einer reifen Besetzung“.

„Besitzt einen Mangel an Interesse für das breite US-Publikum aufgrund der schwachen Handlungsabläufe, überwiegend schlechter Darstellung und farbloser Kameraarbeit.“